# Mörtsjön (Åkers socken, Södermanland, 656553-157795)
Mörtsjön är en sjö i Strängnäs kommun i Södermanland och ingår i Norrströms huvudavrinningsområde.